# Manchester 62 FC (vrouwenvoetbal)
Manchester 62 FC is een professionele Gibraltarese voetbal- en sportclub voor vrouwen, opgericht in 1999. Het eerste team speelt in de Gibraltar National League. Net als elke club op het schiereiland speelt ook Manchester 62 FC in het Victoriastadion. 

## Erelijst
- Gibraltar National League (4x) :  2005, 2006, 2007–2008, 2015–2016
- Vrouwen Rock Cup (3x) : 2013, 2014, 2015